# Next Computers NeXT Cube
Next Computers NeXT Cube (NeXT Cube) је радна станица фирме Next Computers који је почео да се производи у САД током 1988. године.
Користио је Motorola MC 68030 на 25 MHz микропроцесорску јединицу а РАМ меморија рачунара је имала капацитет од 8 Mb прошириво до 16 Mb (Cube 030), или до 64 Mb (Cube 040). Као оперативни систем кориштен је MACH 4.3 + NextStep.

## Детаљни подаци
Детаљнији подаци о рачунару NeXT Cube су дати у табели испод.
|                       |                                                                                   |
| [ 1 ]                 |                                                                                   |
| Произвођач            |                                                                                   |
| Тип                   | професионални рачунар                                                             |
| Меморија              | 8 Mb прошириво до 16 Mb (Cube 030), или до 64 Mb (Cube 040)                       |
| Поријекло             | Сједињене Америчке Државе                                                         |
| Година                | 1988                                                                              |
| Тастатура             | тастатура са пуним помаком тастера, 85 тастера, 2 тастера опто-механичког миша    |
| Процесор              |                                                                                   |
| Фреквенција процесора |                                                                                   |
| RAM                   | 8 Mb прошириво до 16 Mb (Cube 030), или до 64 Mb (Cube 040)                       |
| ROM                   |                                                                                   |
| Текст                 |                                                                                   |
| Графика               | 1120 x 832                                                                        |
| Боја                  | 4 (црно, бијело и двије нијансе сиве боје)                                        |
| Звук                  | DSP Motorola 56001 на 25 (16 битова, 44,1 Khz, стерео, 24k RAM прошириво до 576 ) |
| Димензије             | 31,8 x 30,5 x 30,5                                                                |
| Портови               |                                                                                   |
| Оперативни систем     |                                                                                   |